# Tipula dichroistigma
Tipula dichroistigma är en tvåvingeart som beskrevs av Alexander 1920. Tipula dichroistigma ingår i släktet Tipula och familjen storharkrankar. Inga underarter finns listade i Catalogue of Life.